# Територіальна суперечка між Молдовою й Україною
Територіальна суперечка між Молдовою і Україною тривала з 1997 до 2012 року попри підписання 23 жовтня 1992 року молдовсько-української угоди про непорушність кордонів. У 1999 році відповідно до додаткового протоколу Молдова повинна була передати частину своєї берегової лінії уздовж Дністра і ділянку автомобільної дороги біля села Паланка Штефан-Водського району в обмін на право побудувати порт Джурджулешти. Суперечка спалахнула після того як Україна звинуватила Молдову у невиконанні умов протоколу, а Молдова заявила про фальсифікації даних про те, що берегова лінія, буцімто, може бути передана Україні. Суперечки щодо кордону велися через те, що використання деяких доріг було ускладнене чинними кордонами. Суперечка велася через село Паланка і порт Джурджулешти.

## Суть суперечки
23 жовтня 1992 року було укладено угоду між Україною і Молдовою щодо визначення державного кордону між двома країнами. 4 серпня 1998 року прем'єр-міністр Молдови Йон Чубук і прем'єр-міністр України Валерій Пустовойтенко підписали і запротоколювали угоду про передачу у власність України ділянки автомобільної дороги Одеса—Рені, що проходить територією Молдови біля населеного пункту Паланка, в обмін на що Молдова отримувала 400-метрову берегову лінію у районі міста Джурджулешти з правом будівництва порту, а обидві сторони зобов'язувались побудувати спільний КПП. У 1999 році до угоди про кордон було додано додатковий протокол, підписаний депутатом Парламенту Республіки Молдова Василем Шовою і депутатом Верховної Ради III скликання Петром Порошенком, за яким передбачалися такі офіційні дії:
|  | Республіка Молдова передасть Україні у повний суверенітет, володіння, користування і управління річковий острів Нішаліу (107,7 га) на Нижньому Дністрі, поточну молдовську ділянку автодороги Рені—Одеса, що розташована у межах молдовського міста Паланка в гирлі Дністра протяжністю 7,77 км, шириною 23 м і загальною площею 18 га, разом із відповідними низинами, а також прилеглі селища Пісцикола, Пешуня, Абдіу і Байбол (9,26 км²) або 10,5 км² молдовської території у обмін на відповідну територію, прилеглу до молдовського міста Джурджулешти і українського міста Рені: територію, суміжну з узбережжям ріки Дунай вниз за течією до Джурджулешт. |

Однак протокол був заблокований Молдовою під приводом того, що територія біля Джурджулешт (берегова лінія) вже належала Молдові з 1940 року, а її у 1992 році, буцімто де-факто передали Україні без жодних двосторонніх угод і без юридичних підстав за усною домовленістю прем'єр-міністра Молдови Валерія Муравського і прем'єр-міністра України Павла Лазаренка. Віддавати 10,5 км² землі у обмін на ті, що вже були молдовськими, уряд Молдови не збирався.

## Аргументи сторін

### На користь Молдови
Молдовський уряд відмовився передавати Україні 400-метрову берегову лінію або територію в районі села Паланка. Молдовська влада вважала, що берегова лінія і так належала Молдові і була «невідчужуваною землею», а передача державної землі заборонялась молдовськими законами, і тому Україна отримала лише дорожнє покриття, яке виявилось не більше ніж власністю України на території Молдови. Прімар Штефан-Водського району Валерій Беріла навіть погрожував перекрити автотрасу, заявляючи, що не допустить ніякої передачі землі Україні.

### На користь України
Деякі українські політики вважали, що передача земель біля Джурджулешт Молдові відбулась із порушенням законів України: за статтею 73 Конституції України необхідно було провести внутрішній референдум. Відмову Молдови передавати землю вони розцінювали як порушення протоколу, але далі офіційних заяв про наміри натиснути на Молдову і заставити її завершити угоду справа не просувалася. Будівництво порту в Джурджулештах могло у перспективі стати серйозною економічною загрозою для українського порту Рені, який у 2009 році втратив близько 300—400 тисяч тонн щорічних зернових вантажів з Молдови і втратив продукцію Рибницького металургійного заводу (частково через відсутність залізничної гілки — у молдовський порт ішла залізниця з Кагула).

## Закінчення суперечки
24-25 червня 2010 року, у м. Кишинів, відбулись українсько-молдовські консультації експертів з питань узгодження на місцевості меж переданої у власність України земельної ділянки, розташованої на території Республіки Молдова. Консультації проведені на рівні директорів Департаментів Міністерств закордонних справ обох держав, із залученням експертів. З Української сторони делегацію очолював Директор договірно-правового департаменту МЗС України Володимир Пузирко, з Молдовської — Директор департаменту міжнародного права Міністерства закордонних справ і європейської інтеграції Євген Ревенко.
Делегації констатували, що відповідно до пункту 1.1 Додаткового Протоколу до Договору між Україною і Республікою Молдова про державний кордон щодо передачі у власність Україні ділянки автомобільної дороги Одеса—Рені в районі населеного пункту Паланка Республіки Молдова, а також земельної ділянки, по якій вона проходить, і режиму їх експлуатації, від 18.08.1999 року, земельна ділянка «de jure» була передана у власність Україні одночасно з набранням чинності даного Протоколу, тобто 18 листопада 2001 року.
Сторони погодили проєкт Акта визначення на місцевості меж, переданої у власність України земельної ділянки, розташованої на території Республіки Молдова, по якій проходить автомобільна дорога Одеса—Рені в районі населеного пункту Паланка (Республіка Молдова). Відповідні органи найближчим часом визначать і узгодять на місцевості межі переданої ділянки.
Експлуатація та обслуговування автомобільної дороги та всіх необхідних для цього споруд на переданій ділянці здійснюються Україною. Республіка Молдова зберігає право безкоштовного користування зазначеною ділянкою автомобільної дороги. Також, на переданій ділянці не буде здійснюватися прикордонний, митний та інші види контролю, що здійснюються при перетинанні державного кордону. Жителі прилеглого села Паланка зберігають право безперешкодного користування сільськогосподарськими угіддями, розташованими на території Республіки Молдова на протилежній стороні даної автомобільної дороги.
Європейський комісар із питань розширення та європейської політики сусідства Штефан Фюле в листопаді 2010 року схвалив результат, досягнутий Києвом і Кишиневом під час обговорення держкордону в районі села Паланка.
«Я схвалюю результат, який було досягнуто під час зустрічі в Кишиневі між представниками республіки Молдова та Україна. Зустріч відбулася за спільної ініціативи ЄС і США для обговорення ситуації на українсько-молдовському державному кордоні біля села Паланка. Вирішення такого питання має бути знайдено за допомогою переговорів мирним шляхом і в дусі добросусідства і не в односторонньому порядку», — йдеться в заяві єврокомісара.

Ш.Фюле наголосив, що його «надихнула» конструктивна атмосфера дискусії в Кишиневі і відповідальна позиція заступника міністра закордонних справ Молдови Андрія Попова та посла України в Молдові Сергія Пирожкова, які домовилися шукати рішення за допомогою діалогу в якнайшвидші терміни та без будь-яких умов. 
«ЄС і надалі готова надати технічну експертизу для спрощення такого діалогу», — наголосив він.
Як повідомлялося, молдовська влада звернулась з вимогою до України щодо пояснень у зв'язку з одностороннім демонтажем на кордоні з Україною двох прикордонних знаків біля села Паланка (Молдова). У відповідь МЗС України пояснило, що Київ діяв виключно в рамках двосторонніх угод і кілька разів повідомляв молдовську сторону про плани демонтажу цих прикордонних знаків. В українському зовнішньополітичному відомстві зазначили, що два прикордонні стовпи були встановлені з відхиленням близько 100 м від лінії делімітації, позначеної на відповідних картах. Цю помилку було виявлено ще в 2008 році, і українська сторона, за даними МЗС України, неодноразово порушувала питання перед Кишиневом про її усунення.
Влітку 2011 року роботу щодо впровадження протоколу від 1999 року все ж вдалося завершити. 26 листопада 2012 року питання щодо спірних територій біля села Паланка було закрите остаточно, Україна залишила за Молдовою територію довкола села, а дорога, що там знаходиться, передана у власність України.
На виконання Додаткового Протоколу до Договору між Україною та Республікою Молдова про державний кордон щодо передачі у власність Україні ділянки автомобільної дороги Одеса—Рені в районі населеного пункту Паланка Республіки Молдова, а також земельної ділянки, по якій вона проходить, і режиму їх експлуатації від 18 серпня 1999 року, 30 червня 2011 року, у Кишиневі, був підписаний Акт визначення та закріплення на місцевості меж, переданих у власність Україні, ділянки автомобільної дороги Одеса—Рені в районі населеного пункту Паланка Республіки Молдова, а також земельної ділянки, по якій вона проходить, що знаходяться на території Республіки Молдова.
Дане рішення стало можливим за результатами останнього 41-го засідання Спільної українсько-молдовської демаркаційної комісії, що відбулося 14-15 червня 2011 року, у ході якого були уточнені та затверджені місця встановлення прикордонних знаків у районі села Паланка.
Ділянка автомобільної дороги Одеса—Рені в районі Паланки Республіки Молдова, а також земельна ділянка, по якій вона проходить, були передані де-юре у власність Україні 18 листопада 2001 року, з моменту набрання чинності вищевказаного Протоколу. Акт про передачу Республікою Молдова у власність Україні автомобільної дороги Одеса—Рені в районі Паланки був підписаний 11 лютого 2002 року.
Експлуатація та обслуговування автомобільної дороги та всіх необхідних для цього споруджень на переданій ділянці здійснюються Україною. Республіка Молдова зберігає право безкоштовного користування зазначеною ділянкою автомобільної дороги. Також, на переданій ділянці не буде здійснюватися прикордонний, митний та інші види контролю, що здійснюються при перетинанні державного кордону. Жителі села Паланка зберігають невід'ємне право безперешкодного користування сільськогосподарськими угіддями на площі більш ніж 900 га землі, розташованими на території Республіки Молдова, на протилежній стороні даної автомобільної дороги.
Таким чином, була завершена спільна робота з остаточного виконання Додаткового Протоколу до Договору між Україною та Республікою Молдова про державний кордон від 18 серпня 1999 року.